# Cyclamen graecum
Espèce
Statut CITES
Cyclamen graecum Link est une espèce de plantes à fleurs de la famille des Primulaceae. Elle est très variable et on la rencontre dans les terrains rocheux et les rocailles du Péloponnèse et de la plupart des îles grecques (îles Saroniques, îles Sporades, îles de l’est de la Mer Égée, Crète et Rhodes). On la rencontre également le long de la côte sud de la Turquie et au nord de Chypre.

## Description

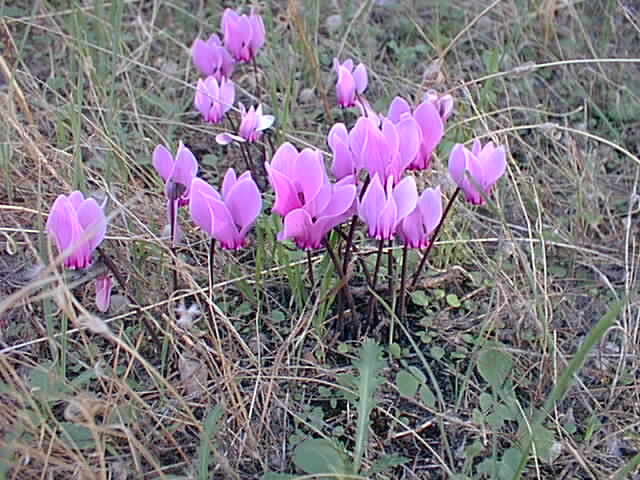
Cyclamen graecum à l'île de Spetses.

Les fleurs, qui ressemblent à celles du cyclamen de Naples, apparaissent à la fin de l’été avec ou juste avant les feuilles.
Curieusement - unique pour cette espèce -, tandis que le pédoncule floral de la plupart des espèces se tord en tire-bouchon à partir du sommet, Cyclamen graecum le fait à partir du milieu du pédoncule.
Outre l’espèce type à fleurs roses à base plus foncée, on distingue la sous-espèce candicum Ietsw. à fleurs blanches parfois lavées de rose et à oreillettes basales plus marquées. Cyclamen graecum subsp. graecum f. album, originaire du Péloponnèse, est à fleurs blanches sans tache basale. Le taxon du sud de la Turquie à fleurs plus élancées, précédemment classé comme sous-espèce anatolicum Ietsw., est maintenant élevé au rang d'espèce : Cyclamen maritimum Hildebr.
Les feuilles du cyclamen grec sont très variablement et souvent très décorées de veinures et de marbrures crème, grises ou argentées. Les combinaisons sont si nombreuses qu’une page entière pourrait y être consacrée ! ‘Glyfada’ et ‘Rhodopou’ sont des sélections à feuilles argentées.

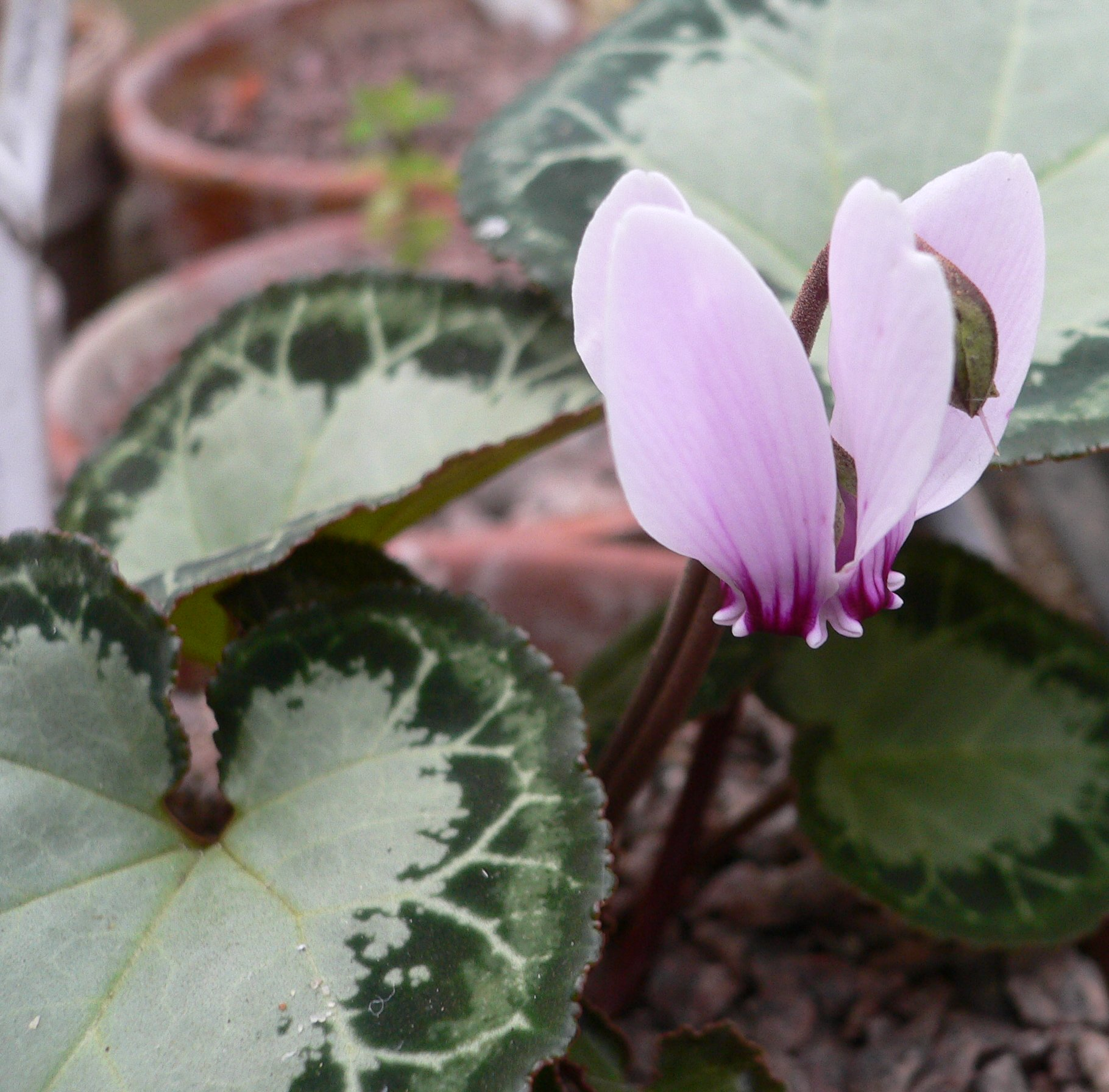
Fleur de Cyclamen graecum.
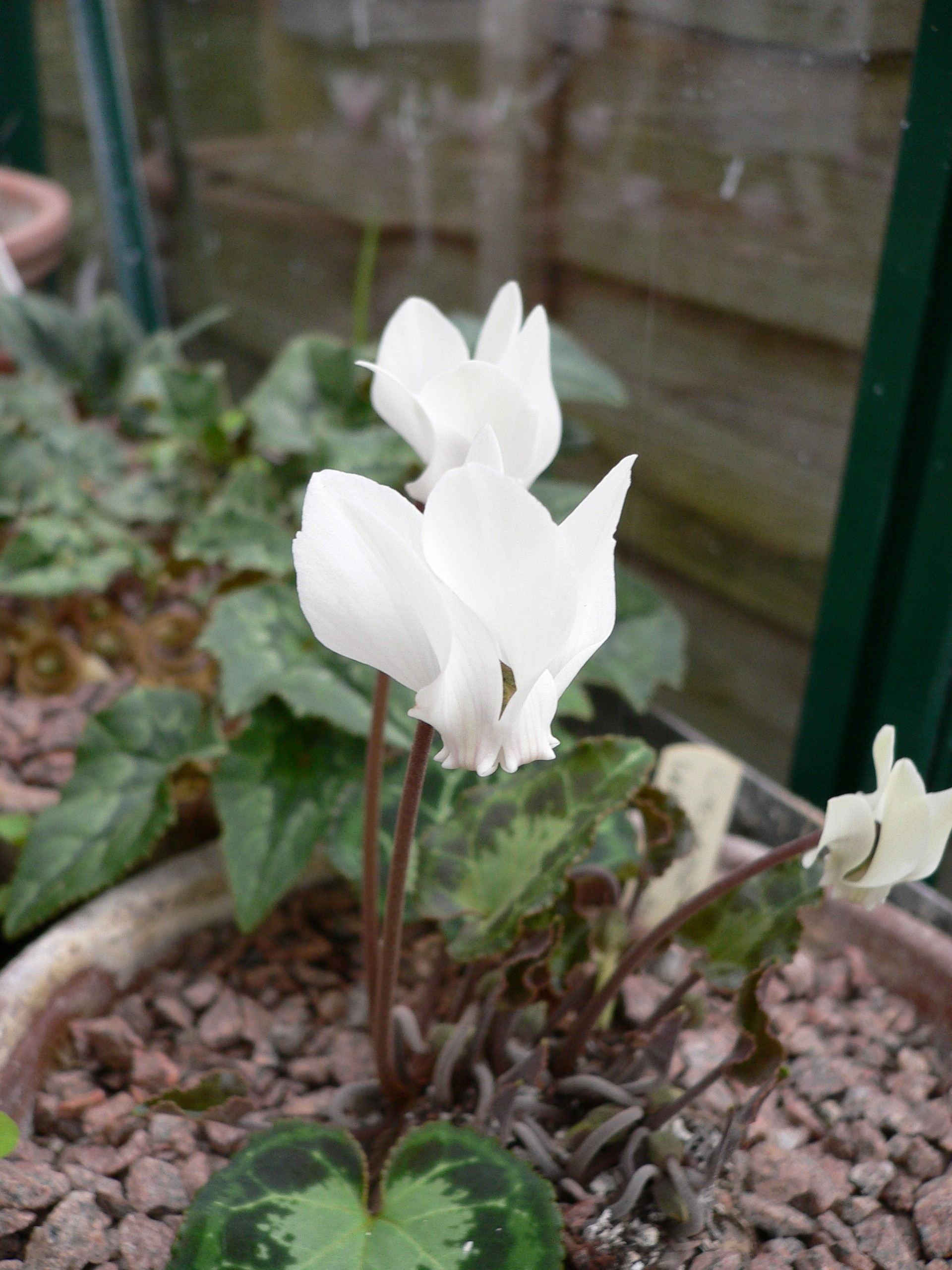
Cyclamen graecum f. album.
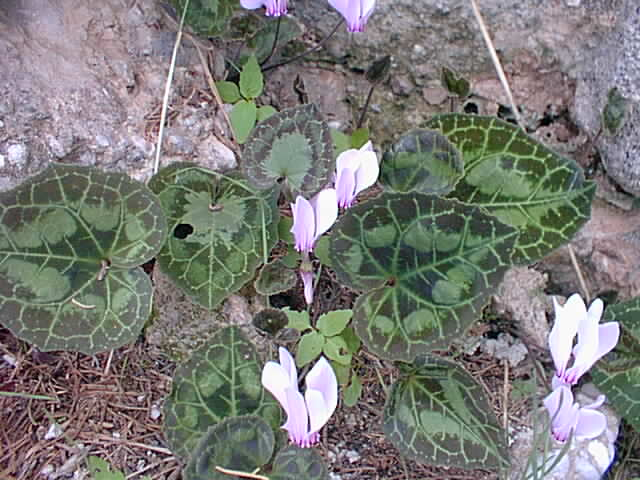
Cyclamen graecum à l'île de Spetses.

## Culture
Cyclamen graecum a besoin de beaucoup de chaleur pour bien fleurir. Comme cette espèce est assez peu rustique, il est conseillé de la planter en serre froide.

### Cyclamen graecum
- (en) NCBI : Cyclamen graecum (taxons inclus)
- (en) CITES : Cyclamen graecum Link, 1835  (+ répartition sur Species+) (consulté le 19 mai 2015)
- (en) GRIN : espèce Cyclamen graecum  Link
- (fr) CITES : taxon  Cyclamen graecum (sur le site du ministère français de l'Écologie) (consulté le 19 mai 2015)
- The Cyclamen Society - Cyclamen graecum

### Cyclamen maritimum
- The Cyclamen Society - Cyclamen maritimum